# نيستور عمر بيكولي
نيستور عمر بيكولي (Nestor Omar Piccoli) (مواليد 20 يناير 1965)، هو لاعب كرة قدم سابق كان يلعب كمهاجم.

## وصلات خارجية
- نيستور عمر بيكولي على موقع قاعدة بيانات كرة القدم.إي يو (الإنجليزية)
- نيستور عمر بيكولي على موقع Soccerway.com (الإنجليزية)
- نيستور عمر بيكولي على موقع عالم كرة القدم.نت (الإنجليزية)

- J.League Data Site (باليابانية)